# Estudos sobre homens negros
Estudos sobre homens negros (Black male studies, BMS), também conhecidos como estudos sobre homens negros, estudos sobre masculinismo negro, estudos sobre homens afro-americanos, e estudos sobre homens afro-americanos, são uma área de estudo dentro do campo interdisciplinar dos estudos negros que se concentra principalmente no estudo de homens e meninos negros. Seu foco de pesquisa inclui o estudo da masculinidade negra e da masculinidade negra, e baseia-se em disciplinas como história, filosofia e sociologia.

## Visão geral
Os estudos sobre homens negros concentram-se principalmente no estudo de homens e meninos negros. Seu foco de pesquisa inclui o estudo da masculinidade negra e da masculinidade negra, e baseia-se em disciplinas como história, filosofia e sociologia. Os estudos sobre homens negros usam um paradigma centrado no homem negro, concebido para criticar publicações de estudos de género passadas e presentes sobre homens negros, bem como centros e combatem o problema da misandria anti-negra (“desdém pelos homens e rapazes negros”).
Muitos estudiosos da BMS caracterizam as publicações de estudos de gênero do passado e do presente com suposições de que homens e meninos negros são criminosos e agressores de mulheres negras e mulheres brancas. Consequentemente, afirma-se que as publicações de estudos de gênero do passado e do presente contêm paradigmas, teorias e narrativas baseadas na misandria anti-negra, juntamente com uma linguagem de hipermasculinidade teoricamente construída, e tendem a estar mal equipadas para compreender os homens negros como vítimas. A vulnerabilidade passada e presente dos homens negros, que vai desde o estupro, ao abuso sexual e à morte, que tende a ser negligenciada e subestimada pela retórica sobre a hipermasculinidade, ressalta a necessidade de desenvolver uma nova linguagem, narrativas e teorias para compreender os homens negros.
Os estudos sobre homens negros visam avançar o estudo dos homens negros de todas as idades, além do escopo dos estereótipos dos homens negros, e humanizar os relatos teóricos dos homens negros. Seu foco de pesquisa prescrito inclui a criatividade, o intelecto e a saúde dos homens negros de todas as idades, bem como a socialização dos homens negros adultos no que se refere à família, à paternidade e às relações positivas com seus filhos, e aos métodos sociais e psicológicos de enfrentamento usados pelos homens negros. Os estudos sobre homens negros também procuram libertar os homens negros da teleologia de género que lhes foi imposta. Além disso, os estudos sobre homens negros procuram fornecer contranarrativas às narrativas hegemônicas sobre homens negros; estas contranarrativas incluem o destaque da vitimização dos homens negros, o que contraria as narrativas hegemónicas que imaginam e retratam patologicamente os homens negros como agentes da sua própria discriminação racial e isolamento socioeconómico. Além disso, os estudos sobre homens negros procuram contrariar estas narrativas sobre homens negros através de testes empíricos, desenvolvimento de teorias, e das experiências vividas e vozes dos homens negros. Os estudos sobre homens negros procuram fazer uma reavaliação do conjunto de trabalhos sobre a masculinidade, masculinidade e masculinidade dos homens negros e seu papel em relação ao patriarcado branco.

## História
Richard Majors, que é um afro-psicólogo, é responsável pela criação dos estudos masculinos afro-americanos em 1991.
Em 1992, J. Billson e R. Majors desenvolveram a teoria da pose legal.
Em 1998, Harold Mason desenvolveu um modelo empírico de persistência em faculdades comunitárias para homens afro-americanos.
Em 2010, SR Harper desenvolveu o paradigma de realização anti-défice.
Em 2013, EC Bush e L. Bush desenvolveram a teoria masculina afro-americana.
Através da autoria de The Man-Not: Race, Class, Genre, and the Dilemmas of Black Manhood (2017), de Tommy J. Curry, os fundamentos teóricos para e a necessidade dos estudos do homem negro como um foi mostrada uma área distinta de estudo, foi dada a conhecer a presença de estudos sobre homens negros na filosofia, e foi mostrada a necessidade de seu foco multidisciplinar em temas como classe, direito, masculinidade, política e raça. O trabalho de Curry de 2018, Killing Boogeymen: Phallicism and The Misandric Mischaracterization of Black Males in Theory, também foi fundamental para os estudos sobre homens negros. Devido à importância desses trabalhos para os estudos sobre homens negros, Lawrence A. Rasheed indicou que Curry poderia ser considerado o "pai" dos estudos sobre homens negros. No entanto, Rasheed também indicou que numerosos estudiosos de dentro e de fora da academia contribuíram para os fundamentos dos estudos sobre o homem negro.
Em 2019, Tommy J. Curry tornou-se editor da série de livros Black Male Studies: A Series Exploring the Paradoxes of Racially Subjugated Males na Temple University Press. A série de livros baseou-se nos paradigmas pós-interseccionais das masculinidades do Sul global e na teoria da dominação social, procurou abordar as deficiências existentes nas publicações de estudos de masculinidade e aspirou ao desenvolvimento de teorizações empiricamente estabelecidas nos estudos sobre homens negros.

## Exame dos Estados Unidos
Os Estados Unidos têm sido o foco principal de investigação dos estudos sobre homens negros. Os estudiosos da BMS afirmam que, nos Estados Unidos, os homens negros são excluídos, marginalizados, condenados ao ostracismo e discriminados com base na raça e no sexo. Os estudiosos da BMS fundamentam este tratamento numa história de caricaturas patologizadas e preconceituosas de pessoas negras e, em particular, caricaturas e visões de homens negros como ameaças ao domínio político e socioeconómico e ao poder dos homens brancos.
Durante o século XIX, as normas heteropatriarcais da estrutura familiar e da sociedade limitaram o domínio e o poder político e socioeconómico aos domínios da masculinidade branca; a caricatura dos homens negros como maliciosamente violentos e animalescos deriva deste ambiente do século XIX. Curry argumenta que as sufragistas brancas, como Susan B. Anthony e Elizabeth Cady Stanton, foram influentes na expansão do poder da supremacia branca por meio de sua defesa do linchamento em massa de homens negros e por meio da demonização de homens negros, de modo a afectar o seu direito de voto. Além de promover a unidade racial entre os brancos durante meados do século XIX, Curry argumenta que as mulheres brancas procuraram reforçar o sistema de segregação e privar os homens negros de direitos em meados do século XX. Isto foi estabelecido através de vários meios, como o estabelecimento de filiais da Ku Klux Klan, a adesão a Conselhos de Cidadãosconselhos de cidadãos e a liderança de campanhas públicas. Através dos esforços políticos e académicos das feministas brancas em meados da década de 1970, a militância negra foi retratada como um perigo para a feminilidade das mulheres brancas. Apesar desta história documentada entre homens negros e mulheres brancas, e das críticas à imagem das mulheres brancas ocorridas desde a década de 1960, Curry afirma que a imagem das mulheres brancas continua sendo a de serem "politicamente liberais, socialmente progressistas, e pacífico."
Os estudiosos da BMS examinam as disparidades entre as punições por violações da ordem social patriarcal e do sistema de castas raciais do sul dos Estados Unidos, alegando que a severidade dessas punições era maior para os homens negros do que para as mulheres negras. Em meio à escravidão e à segregação racial  da era Jim Crow, homens negros de todas as idades foram escravizados, linchados e estuprados. As leis Jim Crow, a segregação e as políticas econômicas do sistema capitalista são estudadas em como elas oprimiam e discriminavam os homens negros, bem como negavam aos homens negros meios e oportunidades para a auto-atualização de sua masculinidade. Os estudiosos da BMS também atribuem isso à misandria anti-negra.
Através das lentes da teoria da dominação social, os homens negros são entendidos como homens de fora do grupo, subordinados por e através do sistema hegemônico de homens brancos do grupo; esta dinâmica é particularmente exacerbada no que diz respeito aos recursos materiais e às fronteiras simbólicas do grupo. A narrativa construída em torno dos homens negros de fora do grupo muda cada vez mais para um dos homens negros que é uma ameaça sexual aos resultados endogâmicos dos brancos à medida que a abundância económica aumenta.

## Relação com feminismo e interseccionalidade
Nas décadas de 1960 e 1970, feministas brancas e especialistas racistas em criminologia desenvolveram teorias de gênero baseadas em construções racistas da masculinidade negra como imitações da masculinidade branca; essas teorias continuam a ser usadas pela interseccionalidade. Apesar de décadas de uso, não foram produzidas evidências para apoiar estas teorias, o que, portanto, mostra que as teorias são baseadas principalmente em ideologia e pressupostos ideológicos. Em particular, as teorias baseiam-se em pressupostos ideológicos, tais como os homens negros tendo identidades incompletas, que então têm narrativas ideológicas que criam caricaturas de homens negros a partir destas identidades incompletas assumidas.
Os estudos sobre homens negros estabelecem a misandria anti-negra como consagrada na academia, particularmente na literatura acadêmica e nas teorias do feminismo e da interseccionalidade. A misandria anti-negra foi definida como “as afirmações cumulativas da inferioridade masculina negra devido a psicologias errantes de falta, disposições de desvio ou traços de hiperpersonalidade (por exemplo, hipersexualidade, hipermasculinidade) que racionalizam a criminalização, fóbicos e sancionamento da vida masculina negra” e o “ódio, medo e negação dos homens negros”.
A caracterização dos homens negros como patriarcas comprometidos com a dominação é considerada pelos estudiosos da BMS como sendo construída por um psicologismo para a interseccionalidade que permanece incontestado; esta caracterização, juntamente com a suposição de que o privilégio masculino é atribuível aos homens negros, em relação à evidência de homens negros como sendo homens de fora do grupo, resultou na sua identificação como “o problema dos homens negros da interseccionalidade”. Consequentemente, o que tem sido procurado nos estudos sobre homens negros é que o retrato do patriarcado branco proporcionando benefícios à masculinidade dos homens negros seja reavaliado. Os estudiosos da BMS afirmam que a interseccionalidade enfatiza ideologicamente a imitação e a criminalidade na masculinidade negra, e contrastam isso caracterizando a masculinidade negra como “positiva, funcional e humanista”.
Os estudos sobre homens negros também procuram libertar os homens negros do que é considerado uma lente determinista nas actuais estruturas de género que vêem os homens negros como objectos e não como sujeitos. Além disso, os estudos sobre homens negros abordam o raciocínio da subcultura da violência sobre os homens negros, rotulando-os como suposições pseudocientíficas desatualizadas da criminologia racista que são reembaladas como sendo a teoria feminista de última geração; Timothy Golden rotulou isso como "desumanização teórica".
Adebayo Oluwayomi cita o livro de 2004 de Bell Hooks, We Real Cool: Black Men and Masculinity, como um exemplo de literatura acadêmica que usa interseccionalidade para caracterizar patologicamente os homens negros sem o uso de dados empíricos. Oluwayomi escreve que as teorias feministas negras descrevem "os homens negros como o que eles não são - o homem-não."

## Conceitos notáveis

### Teoria do falicismo
Tommy J. Curry define o falicismo como "a condição pela qual os homens de um grupo racializado ou etnizado subordinado são simultaneamente imaginados como uma ameaça sexual e predatório, e constituídos libidinalmente como sexualmente desejosos pelas fantasias ou fetiches do grupo racial dominante". O conceito de alvo masculino subordinado, que é um conceito na teoria da dominação social, serve de base para o conceito de homem racializado, central para a teoria do falicismo. Os estudos de Curry sobre homens sexualmente vulneráveis e racializados em estudos sobre homens negros também contribuíram para os estudos em estudos do Holocausto.

### Black PlayCrit
Black PlayCrit foi cunhado por Nathaniel Bryan como "a especificidade da negritude e da violência misândrica anti-negra nas experiências lúdicas da infância". Black PlayCrit acrescenta às contribuições da teoria crítica da raça, da teoria crítica negra e dos estudos do homem negro, tentando progredir além da linguagem teoricamente construída da hipermasculinidade e ser teoricamente capaz de levar em conta os maus-tratos racializados e de gênero, bem como a vitimização e vulnerabilidade dos meninos negros. Devido à percepção entre os estudiosos da BMS de que a teorização racial da teoria racial crítica não aborda particularmente o problema da anti-negritude, distinto da supremacia branca, a teoria crítica negra tenta abordar particularmente o problema da anti-negritude através da construção e enquadramento de ideias e linguagem para descrevê-la na vida dos negros, bem como do desenvolvimento de contra-narrativas. De acordo com Bryan, Black PlayCrit utiliza as seguintes noções: "(a) A ideia de Play-Not é endêmica nas experiências de brincadeira de meninos negros; (b) a ideia do nexo Brincar-Passado/Brincar-Presente e Futuro faz conexões explícitas com atos passados, presentes e futuros de violência antimisândrica nas brincadeiras de meninos negros; e (c) a ideia da pedagogia pública das brincadeiras de infância negra serve como conceito e pedagogia que desafiam a misandria anti-negra nas brincadeiras de meninos negros".
A pedagogia do BlackBoyCrit (teoria crítica do menino negro) contribui para a alfabetização do Black PlayCrit ao abordar os diversos problemas (por exemplo, emocionais, psicológicos, pedagógicos) que afetam os meninos negros durante o período inicial de escolaridade. A pedagogia BlackBoyCrit também deriva sua direção e base da teoria crítica negra (BlackCrit) e dos estudos sobre homens negros. A pedagogia BlackBoyCrit foi construída para enfatizar a importância dos professores negros e dos meninos negros, tanto durante o período inicial de escolaridade quanto fora dele.
O método de pesquisa dos estudos sobre homens negros é um dos métodos de pesquisa utilizados na educação de alfabetização de homens negros. Um padrão contínuo encontrado em trabalhos acadêmicos de estudos sobre homens negros são os relatos de homens negros sobre a experiência da fadiga da batalha racial, que é definida como "o preço físico e psicológico cobrado devido à discriminação constante e incessante, microagressões e ameaças de estereótipos". Conseqüentemente, muitos homens negros "sofrem de formas de ansiedade generalizada manifestadas por sintomas físicos e emocionais". O desenvolvimento da alfabetização dos homens negros também corresponde a este padrão de fadiga da batalha racial.

## Acadêmicos notáveis
- Quaylan Allen[35]
- Taharka Anderson[36]
- Daniel Black[37]
- Derrick R. Brooms[35]
- Edward C. Bush[5]
- Nana Lawson Bush V[5]
- Gwenetta Curry[38]
- Tommy J. Curry,[39][35] Presidente pessoal da Filosofia africana e Estudos do Homem Negro[39][40][41]
- Darrius Hills[carece de fontes?]
- Tyrone Howard[35]
- John L. Hudgins[42]
- Amir Jaima[43]
- T. Hasan Johnson[44][35]
- Ricky L. Jones[35]
- Serie McDougal, III[2]
- Seulghee Lee[45]
- Adebayo Ogungbure[46]
- Theodore S. Ransaw[35]
- Lawrence Rasheed[47]
- Dalitso Ruwe[48]
- John N. Singer[49]
- Damariyé L. Smith[50]
- Makonnen Tendaji[51]
- Uwazi Zamani[52]

## Periódicos acadêmicos e acadêmicos
- Journal of African American Male Studies[53]
- Journal of African American Males in Education[54]
- Journal of African American Men[55]